# Dos Cruces
Dos Cruces är en ort i Mexiko.   Den ligger i kommunen Comitán Municipality och delstaten Chiapas, i den sydöstra delen av landet, 800 km öster om huvudstaden Mexico City. Dos Cruces ligger 1 946 meter över havet och antalet invånare är 169.
Terrängen runt Dos Cruces är huvudsakligen kuperad, men åt nordost är den platt. Dos Cruces ligger nere i en dal. Runt Dos Cruces är det ganska tätbefolkat, med 100 invånare per kvadratkilometer. I omgivningarna runt Dos Cruces växer i huvudsak blandskog.